# Departamentul de Cercetări Speciale
Departmentului de Cercetări Speciale (DCS) este o agenție guvernamentală fictivă în serialul american de televizune Alias. DCS este introdus prima dată în primul sezon, în episodul "The Prophecy".
Departmentului de Cercetări Speciale este o divizie a Agenției Naționale de Securitate. A fost creată în timpul celui de-Al Doilea Războu Mondial, pentru a investiga interesul naziștilor pentru ocultism. După război un ordin executiv a lărgit aria de investigație a DCS și în alte științe mai puțin cunoscute (parapsihologie, clarviziune). Nimic altceva nu se știe despre activitățile DCS până la evenimentele din sezonul 1.
Doctorul Carson Evans a condus echipa care a investigat-o pe Sydney Bristow după descoperirea manuscrisului lui Rambaldi, care, pe pagina 47, are o imagine a unei femei care seamănă cu Sydney, numită "Aleasa". Pagina conțin o profeție care afimă că acea femeie "va ceda cea mai mare putere spre o dezolare totală". DCS a condus o serie de teste, pentru a verifica cele trei anomalii menționate de Rambaldi. Când s-a confirmat că Sydney este "Aleasa", aceasta a fost luată sub arest. Ajutată de Jack Bristow, Eric Weiss și Michael Vaughn, Sydney a evadat și a călătorit în Italia. O altă parte a profeției spune că acea femeie "nu a văzut niciodată frumusețea cerului din spatele Muntelui Subasio". Sydney s-a cățărat pe acest munte, aparent dovedind că profeția nu se referă la ea (deși a fost mai târziu dezvăluit că "cerul" însemna ceva cu totul diferit) 
În sezonul 3, a ieșit la iveală că DCS are un depozit secret în Nevada numit Proiectul Gaura Neagră, condus de directorul adjunct al FBI-ului Kendall (care de fapt nu avea nicio legătură cu FBI-ul). Marcus Dixon a vizitat Proiectul Gaura Neagră în episodul "Taken", ca pretext să o ajute pe Sydney să fure un artefact al lui Rambaldi.
În sezonul 4, Arvin Sloane a vizitat DCS pentru a cerceta obiectele lui Rambaldi, în efortul de a-și da seama de planurile unui om care se dădea drept Sloane ("Arvin Clona"). Mai târziu în serial, Proiectul Gaura Neagră (Black Hole) a fost ținta unei spargeri organizate de Elena Derevko, pentru a obține obiectele necesare pentru a-și realiza planul, o apocalipsă prezisă de Rambaldi, cunoscută sub numele de Il Diluvio ("Inundația"). DCS a trimis o echipă în Sovogda, Rusia, pentru a o opri pe Elena, dar această echipă a fost măcelărită de către cei infectați. 
Ultima menționare despre DCS apare în sezonul 5, când sediul lui este atacat de Renée Rienne, care a furat un sicriu criogenic, deoarece credea că în interiorul lui se afla tatăl ei, dar de fapt acesta era Doctorul Aldo Desantis.